# Hamburgerový postulát
Hamburgerový postulát (v anglickém originále The Hamburger Postulate) je pátý díl první řady amerického televizního seriálu Teorie velkého třesku. V této epizodě hostuje Sara Gilbert. Režisérem epizody je Andrew D. Weyman.

## Děj
Celá partička večeří v Cheesecake Factory, kde pracuje Penny. Přijde za nimi Leslie (Sara Gilbert), která požádá Leonarda, aby hrál na violoncello v jejím smyčcovém kvartetu (jako záskok za kolegu, který se nakazil při práci a ostatní s ním nechtějí hrát). Leonard nejen, že souhlasí, ale ještě nabídne, že mohou cvičit v jeho bytě, kde bydlí se Sheldonem. Po prvním cvičení Leslie Leonarda svede a dojde k sexu. To rozruší Sheldona, který se několikrát doptá Penny, jak se má chovat, když visí na klice od Leonardově pokoji kravata.
Penny později Leonardovi gratuluje, což ho rozhodí a nutí přemýšlet nad tím, co tím myslela. Ten se nakonec rozhodne rozvíjet reálný vztah s Leslie, než pokračovat v tom imaginárním s Penny. V laboratoři se však Leslie přizná, že vztah nechce a že Leonarda potřebovala jen na jednu noc uspokojit své sexuální potřeby (které jsou tímto uspokojeny až do nového roku). Leonard to později oznámí Penny, která odchází s úsměvem na tváři.

## Obsazení
| Johnny Galecki | Leonard Hofstadter |
| Jim Parsons    | Sheldon Cooper     |
| Kaley Cuoco    | Penny              |
| Simon Helberg  | Howard Wolowitz    |
| Kunal Nayyar   | Raj Koothrappali   |
| Sara Gilbert   | Leslie Winkle      |